# Psapharochrus schmithi
Psapharochrus schmithi là một loài bọ cánh cứng trong họ Cerambycidae.